# Engels-Mongoolse ambassadeur
De Engels-Mongoolse ambassadeur (1188-1242) was een belangrijk militair ambassadeur en spion in de legers van Batu Khan. Zijn naam is onbekend. 
Wat we over deze man weten, is voornamelijk te danken aan zijn eigen woorden. Toen hij gevangen werd genomen nadat Batu naar Mongolië terugkeerde voor de khuriltai, werd hij herkend door de aartshertog van Oostenrijk en werd hij gemarteld. Tijdens deze martelingen vertelde hij zijn levensverhaal. Hij was een Engelsman, die geëxcommuniceerd was ten tijde van de Magna Carta. Hij mocht niet terugkeren naar Engeland, omdat hij verbannen was. Hieruit valt op te maken dat hij een geestelijke moet zijn geweest, aangezien alleen de opstandige geestelijken niet meer in gratie werden aangenomen. 
Vervolgens ging de Engelsman van Londen naar Parijs, waar hij zich aanmeldde bij de tempeliers. Hij vertrok daarna met de Vijfde Kruistocht. In Acre kwam hij de aartshertog van Oostenrijk tegen, hetgeen iets duidelijk maakt over de positie van de Engelsman. Hij leerde hier Hongaars in enkele maanden, doordat hij met Hongaren in een kamp zat. Hij verloor al zijn bezittingen tijdens een potje dobbelen in Acre en werd, als tempelier, verstoten de woestijn in. Zwervend kwam hij bij de Chaldeeërs terecht, waar hij door de Mongoolse spionnen werd opgemerkt. 
Hij werd naar Karakorum gebracht, waar hij enkele jaren verbleef en de Mongoolse taal en cultuur leerde. De Mongolen waren erg tolerant ten opzichte van andere religies en andersdenkenden en waardeerden kennis enorm. Vanwege zijn talenkennis klom deze Engelsman op in de diplomatieke dienst. 
Hij werd toegewezen aan het leger van Batu Khan. Deze Batu was de kleinzoon van Genghis Khan en leider van de Gouden Horde. Als ambassadeur en spion vertrok de Engelsman op een veldtocht naar Europa, met als doel dit hele continent in te nemen. Hij was onder meer betrokken bij twee diplomatieke missies naar Béla IV, koning van Hongarije. Deze kreeg de gebruikelijk Mongoolse diplomatie te horen: onvoorwaardelijke overgave of totale verwoesting. Béla stuurde de Engelsman tot twee keer toe weg, waarna Hongarije verwoest werd. Vervolgens trok men verder op naar Wenen. Voordat het echter tot een treffen kwam, overleed de khagan, Ögedei, waarna Batu terug moest om de khuriltai, waarvoor hij zich een kandidaat achtte, bij te wonen. 
De Engelsman werd in 1241 samen met acht Mongolen gevangengenomen in de chaos rond Batu's terugtocht. Hij was op dat moment Wiener Neustadt aan het bespioneren. De Mongolen werden vrijwel direct gedood, de Engelsman werd gevangengenomen. De aanklachten tegen hem waren vooral religieuze aanklachten: hij zou het ware geloof verlaten hebben door bij de Mongolen in dienst te gaan. Deze werden namelijk gezien als straf van de Antichrist. De Engelsman verdedigde zich door te zeggen altijd christen te zijn gebleven. Hij zwoer dure eden en vertelde onder marteling alles wat hij wist, hoewel hij eigenlijk ook voor de martelingen al praatte. De martelingen waren vooral een wraakoefening van de woedende Europese heersers. 
Ondanks zijn verdediging werd de Engelsman in 1242 opgehangen buiten Wiener Neustadt en in een greppel begraven. Niemand weet waar hij precies ligt. 
Over wie deze man was wordt veel gespeculeerd. Gabriel Ronay beweert in zijn boek The Tartar Khan's Englishman dat het zou gaan om een zekere broeder Robert, die kapelaan van Robert FitzWalter was. Deze Robert FitzWalter was een van de meest bekende tegenstanders van Jan zonder Land en wordt gezien als een kandidaat voor de man die model gestaan heeft voor Robin Hood. 